# Dries Boussatta
Dries Boussatta (Amsterdam, 23 december 1972) is een Nederlands-Marokkaans voormalig voetballer die als aanvaller speelde. Hij speelde drie interlands voor het Nederlands voetbalelftal.

## Loopbaan
Boussatta werd in Amsterdam geboren als zoon van Marokkaanse ouders. Hij begon in zijn jeugd te voetballen bij voetbalclub De Spartaan. Verder kwam hij in zijn jeugd V&V Amsterdam, Ajax en FC Volendam.
Dries Boussatta begon zijn carrière in het betaald voetbal bij Telstar waar hij als amateur in het tweede team speelde en in april 1992 debuteerde in het profvoetbal. Na zijn periode bij Telstar keerde Boussatta terug naar Ajax, waar hij vervolgens twee seizoenen speelde in het tweede elftal. Hij speelde geregeld in oefenduels met het eerste team en werd ook enkele keren bij de wedstrijdselectie gehaald, maar zou niet officieel debuteren. In 1994 ging hij naar FC Haarlem.
Na een goed seizoen bij Haarlem kon hij naar FC Utrecht waar hij drie jaar speelde. In de zomer van 1998 verhuisde hij naar AZ. Bij AZ speelde Boussatta zijn beste voetbal, maar moest hij na vier seizoenen vertrekken. Hij sloot zijn carrière in Nederland in 2003 af bij Excelsior. Vanaf november 2003 kwam hij in Engeland uit voor Sheffield United op het derde niveau in de Division One. Vijf maanden later werd zijn contract ontbonden. Vanaf september 2004 zou hij bij Al-Shaab Club in de Verenigde Arabische Emiraten gaan spelen. Dit kwam echter niet formeel van de grond.

## Oranje
In 1998 werd Boussatta na zijn transfer naar AZ uitgenodigd voor het Nederlands elftal door bondscoach Frank Rijkaard, die onder zijn bewind met een schaarste aan rechtsbuitens te kampen had. Hij speelde drie interlands, waaronder een wedstrijd tegen Marokko. Op 28 april 1999 werd hij de gehele wedstrijd uitgefloten door de Marokkaanse supporters.

## Marokko
In 2001 maakte Boussatta de overstap naar het Marokkaanse elftal, waarin hij zijn debuut maakte in een oefeninterland tegen Mali. Deze overstap werd mogelijk gemaakt doordat Boussatta alleen maar vriendschappelijke wedstrijden heeft gespeeld voor het Nederlands elftal. Hierdoor kon hij van voetbal nationaliteit wijzigen door zijn Marokkaanse paspoort.

## Na zijn voetbalcarrière
Sinds 2011 is Bousatta eigenaar van een koffieketen in Amsterdam.
Tevens werkt hij als technisch adviseur van investeringsmaatschappij Bridge Football Group.